# Kingiodendron pinnatum
Kingiodendron pinnatum é uma espécie vegetal da família Fabaceae.
Apenas pode ser encontrada na Índia.
Está ameaçada por perda de habitat.